# Komacu Akihito herceg
Komacu Akihito herceg (小松宮彰仁親王 Komatsu-no-miya Akihito shinnō, 1846. február 11. – 1903. február 18.) japán herceg. A Fusimi no mija tagja, a japán császári család sinnoke ágának leszármazottja, amely esélyes volt a Krizantém Trón, azaz a japán császári trón megszerzésére miután a fő uralkodói ág kihalt. 

## Élete

### Fiatalkora
Akihito herceg születési nevén Josiaki herceg, Fusimi Kuniie herceg hetedik fia.1858-ban Ninkó császár, az akkori uralkodó örökbe fogadta, mint jövendőbeli trónörökösét. Születésekor Japán a Edo-bakufu uralma alatt állt. Gyerekkorában buddhista papi pályára szánták, és a számára kijelölt helyen: Kiotóban, Ninna- dzsi monzeki templomában, az itt lévő papok arisztokratikus vagy császári származásúak voltak. Itt vette fel a Ninnadzsi no mija Josiaki (仁和寺宮嘉彰) címet. 1867-ben a Meidzsi Restauráció miatt otthagyta szerzetesi hivatását és visszatért a világi életbe. A Bosin-háború idején császári erőket vezetett Oszakára, Jamatóra, Sikokuba és Aizuba, hogy megdöntse a Tokugava shógunátust. 1869-ben Josiaki herceg feleségül vette Arima Jokiót (1852. június 18. – 1914. június 26.) Arima Jorisige lányát, aki a Kurume Birtok daimjó-ja volt. 1870-ben Meidzsi császár nekiadta a Higasifusimi-no-mija címet.

### Hadi pályafutása
Josiaki herceg Angliában katonai taktikákat tanult 1870 és 1872 között.
Összességében elmondható róla, hogy kiváló katonai taktikus volt, sok szamuráj lázadást vert le a Meidzsi Restauráció kezdetén. többek között a Szaga lázadást 1874-ben, és a Szacuma lázadást 1877-ben. Az uralkodó kinevezte altábornagynak az újonnan létrehozott császári japán hadseregben, és megajándékozta őt a Felkelő Nap Rendje kitüntetéssel.
1882-ben megváltoztatta a családnevét  Komacu no mija -ra, és a keresztnevét "Josiaki"-ról "Akihitó"-ra, és így vált a közismert "Komacu no mija Akihito herceg"-gé.
Komacu herceg  1890-ben tábornoki rangra emelkedett és az Első Császári Őrosztály parancsait teljesítette. Ő volt a névleges parancsnoka a Japán Expedíciós Erőknek az első sino-japán háborúban (1894–1895) és a tagja lett a Legfőbb Katonai Tanácsnak. 1895-ben a nagybátyja, Arisugava Taruhito herceg halála után Komacu herceg a Japán Birodalmi Hadsereg vezetőjévé vált, és megkapta a helyőrség tiszteletbeli rangját.

## Diplomáciai karrierje
Komacu Akihito herceg a Meidzsi kormány ideje alatt diplomáciai feladatokat teljesített. 1886-ban Angliában, Franciaországban, Németországban és Oroszországban is megfordult Meidzsi császár küldöttjeként.
1887-ben Isztambulba utazott, hogy megpecsételje az Oszmán- és a Japán Birodalom közötti kapcsolatot. Komacu herceg itt találkozott az Oszmán Birodalom vezetőjével II. Abdul-Hamid szultánnal. 1902 júniusában a herceg visszatért az Egyesült Királyságba, hogy képviselje Meidzsi császárt VII. Eduárd király koronázási ceremóniáján, és meglátogatta Franciaországot, Spanyolországot, Belgiumot, Németországot és Oroszországot.
Kései éveiben pártfogója volt a Japán Vöröskereszt Szövetségének , valamint a Dai Nippon Butoku Kai-nak, és még több jótékonysági intézmény részese is volt.
Komacu Akihito herceg utódok nélkül halt meg Komacu no mija címét fivére, Higasifusimi Jorihito herceg örökölte. Azonban, hogy fennmaradjon a Komacu családi név 1910-ben Kitasirakava Josihisza negyedik fiát átkeresztelte Komacu Teruhisza-vá, aki megkapta a főnemességi márki (Japánban: kosaku) címet is.